# U Volantis
U Volantis är en kortperiodisk förmörkelsevariabel av Algol-typ (EA:) i stjärnbilden Flygfisken.
Stjärnan har en fotografisk magnitud som varierar mellan +10,2 och 11,5 med en period som inte är fastslagen.